# Верхньоберезинська низовина

Верхньоберезинська низовина

Верхньоберезинська низина — низина в Білорусі. Займає південно-західну частину Вітебської і північно-східну частину Мінської областей. Площа 4,3 тисячі км².
Протяжність з півночі на південь 100 км, із заходу на схід 15—50 км. Висота над рівнем моря від 180 м на півночі, до 155—160 м на півдні. Рельєф утворений созьким льодовиком і талими водами поозерського льодовика. Збереглися поодинокі, сильно видозмінені вивітрюванням і розмивом гряди, моренні пагорби з камами заввишки 10 — 20 м.
Озера: Межужол, Медзозол, Плавно, Олиниця і ін. По низині протікають річки Березина, Поня, Гайна, Цна, Усяжа, Сергуч, Велика Річка, Жортайка, Лукомка, Еса; в межах низини — верхів'я Ушачі (басейн Західної Двіни). У 18—19 століттях у північно-східній частині низини побудована Березинська водна система.
Ліси (переважно сосняки) займають близько 42 % території. У низині обширні болота.
Частину території займає Березинський біосферний заповідник.